# Прекно
Прекно је насељено место у општини Видовец, Вараждинска жупанија, Хрватска.

## Историја
До територијалне реорганизације у Хрватској било је у саставу старе општине Вараждин.

## Становништво
У попису становништва из 2011. године, Прекно је имало 172 становника.
| Број становника према пописима | Број становника према пописима | Број становника према пописима | Број становника према пописима | Број становника према пописима | Број становника према пописима | Број становника према пописима | Број становника према пописима | Број становника према пописима | Број становника према пописима | Број становника према пописима | Број становника према пописима | Број становника према пописима | Број становника према пописима | Број становника према пописима | Број становника према пописима |
| ------------------------------ | ------------------------------ | ------------------------------ | ------------------------------ | ------------------------------ | ------------------------------ | ------------------------------ | ------------------------------ | ------------------------------ | ------------------------------ | ------------------------------ | ------------------------------ | ------------------------------ | ------------------------------ | ------------------------------ | ------------------------------ |
| 1857                           | 1869                           | 1880                           | 1890                           | 1900                           | 1910                           | 1921                           | 1931                           | 1948                           | 1953                           | 1961                           | 1971                           | 1981                           | 1991                           | 2001                           | 2011                           |
| 93                             | 91                             | 100                            | 124                            | 131                            | 157                            | 176                            | 188                            | 198                            | 200                            | 210                            | 193                            | 167                            | 203                            | 201                            | 172                            |

Напомена: Од 1880. до 1900. исказивано под именом Прекно, а од 1910. до 1991. под именом Прекна.